# Dalhousiea
Genre
Classification phylogénétique
Dalhousiea est un genre de plantes à fleurs dicotylédones de la famille des Fabaceae, sous-famille des Faboideae, originaire de régions tropicales d'Afrique et d'Asie, qui comprend trois espèces acceptées.

## Étymologie
Le nom générique, « Dalhousiea », est un hommage à James Andrew Broun-Ramsay (1812-1860), marquis de Dalhousie, gouverneur général des Indes de 1848 à 1856.

## Liste d'espèces
Selon The Plant List (6 novembre 2018) :
- Dalhousiea africana S.Moore
- Dalhousiea bracteata (Roxb.) Benth.
- Dalhousiea paucisperma Griff.